# ザーロック県
ザーロック県（ザーロックけん、ベトナム語：Huyện Gia Lộc / 縣嘉祿?）は、ベトナム社会主義共和国ハイズオン省の県である。面積は99.7 km²、人口は115,617人（2018年）である。

## 行政区画
以下の1市鎮17社から構成される。
- ザーロック市鎮（Gia Lộc / 嘉祿）
- ドアントゥオン社（Đoàn Thượng / 團上）
- ドンクアン社（Đồng Quang / 同光）
- ドゥクスオン社（Đức Xương / 德昌）
- ザーカイン社（Gia Khánh / 嘉慶）
- ザールオン社（Gia Lương / 嘉良）
- ザータン社（Gia Tân / 嘉新）
- ホアンジエウ社（Hoàng Diệu / 黃耀）
- ホンフン社（Hồng Hưng / 鴻興）
- レロイ社（Lê Lợi / 黎利）
- ニャットタン社（Nhật Tân / 日新）
- ファムチャン社（Phạm Trấn / 範鎮）
- クアンミン社（Quang Minh / 光明）
- タンティエン社（Tân Tiến / 新進）
- トンケン社（Thống Kênh / 統涇）
- トンニャット社（Thống Nhất / 統一）
- トアンタン社（Toàn Thắng / 全勝）
- イエットキエウ社（Yết Kiêu / 歇驕）